# Filip II av Burgund
Filip II, "Filip den djärve" (franska: Philippe le Hardi), född 15 januari 1342, död 27 april 1404, var hertig av Burgund 1363–1404.

## Biografi
Filip II var son till Johan II av Frankrike och Bonne av Luxemburg.
Han erhöll 1363 hertigdömet Burgund som förläning. Omåttligt ärelysten och hänsynslös i fråga om de begagnade medlen, utvidgade Filip betydligt sina besittningar. 1380 blev han medlem av förmyndarregeringen för Karl VI av Frankrike, och blev efter utbrottet av dennes sinnessjukdom 1392 hans förmyndare. Filips regering blev startpunkten på en uppblomstring av Burgunds såväl militära som kulturella inflytande i Europa, och blev stamfar för det yngre huset Burgund.

## Familj
Filip var gift med Margareta III av Flandern, dotter till Ludvig II av Flandern och Marguerite av Brabant.
Barn:
1. Johan den orädde
2. Filip, greve av Nevers
3. Antoine, greve av Rethel
4. dotter, gift med Albrekt, hertig av Bayern
5. Katarina, gift med ärkehertig Leopold IV av Österrike
6. Dotter, gift med Filippo, greve av Savojen och Genève

Skulptören Claus Sluter utförde hertigens gravmonument.